# Suessenguthia
Suessenguthia es un género de plantas con flores perteneciente a la familia Acanthaceae. El género tiene cuatro especies de hierbas nativas de Bolivia.

## Descripción
Son arbustos con vistosas flores  tubulares dispuestas en algunas  cabezas. Se producen en las tierras bajas y  colinas andinas del sur de Perú, Bolivia  y el brasileño estado de Acre, a menudo creciendo en pequeños grupos a lo largo de los ríos.
Suessenguthia es muy similar y estrechamente relacionada con el género mejor conocido y más grande Sanchezia.

## Taxonomía
El género fue descrito por Hermann Merxmüller y publicado en Mitteilungen der Botanischen Staatssammlung München 6: 178. 1953. La especie tipo es: Suessenguthia trochilophila

## Especies
- Suessenguthia cuscoensis
- Suessenguthia leucerythra
- Suessenguthia trochilophila
- Suessenguthia vargasii